# Гаррот, Карлос
Карлос Гаррот Бальестерос (исп. Carlos Garrote Ballesteros; род. 16 июля 1991, Самора, Кастилия и Леон) — испанский гребец на байдарках, чемпион мира 2018 года, чемпион Европы 2018 года, многократный призёр чемпионатов мира и Европы.

## Карьера
В 2017 году на чемпионате мира в Рачице Карлос завоевал две серебряные медали: в двойках и в четвёрках в составе испанской команды. Через год на чемпионате Европы в Белграде и на чемпионате мира в Португалии он стал чемпионом на дистанции 200 метров в байдарках-одиночках.
На чемпионате мира 2019 года в Сегеде завоевал бронзовую медаль на излюбленной двухсотметровке в байдарке-одиночке. В 2023 году повторил это достижение, вновь завоевав бронзу на 200 метров.
В Самарканде, на чемпионате мира 2024 года, который состоялся сразу же после Олимпийских игр, Гаррот в байдарках-одиночках на дистанции 200 метров завоевал бронзовую медаль.